# Mikołaj II niemodliński

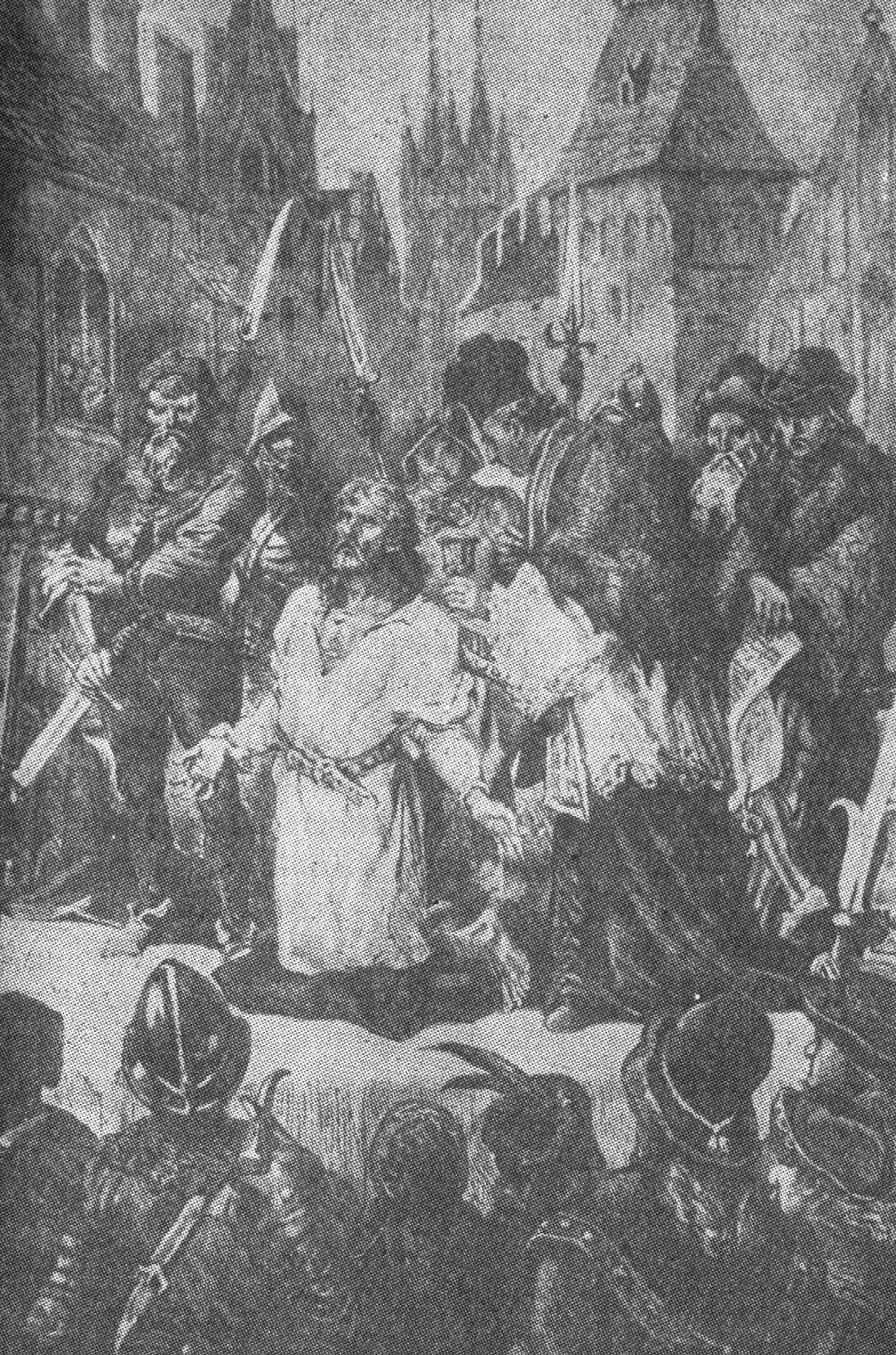
Scena ścięcia Mikołaja II opolskiego na rynku w Nysie w dniu 27 czerwca 1497. (według rysunku Juliusza Kossaka zamieszczonego w "Tygodniku Ilustrowanym" nr 9 za 1880 rok)

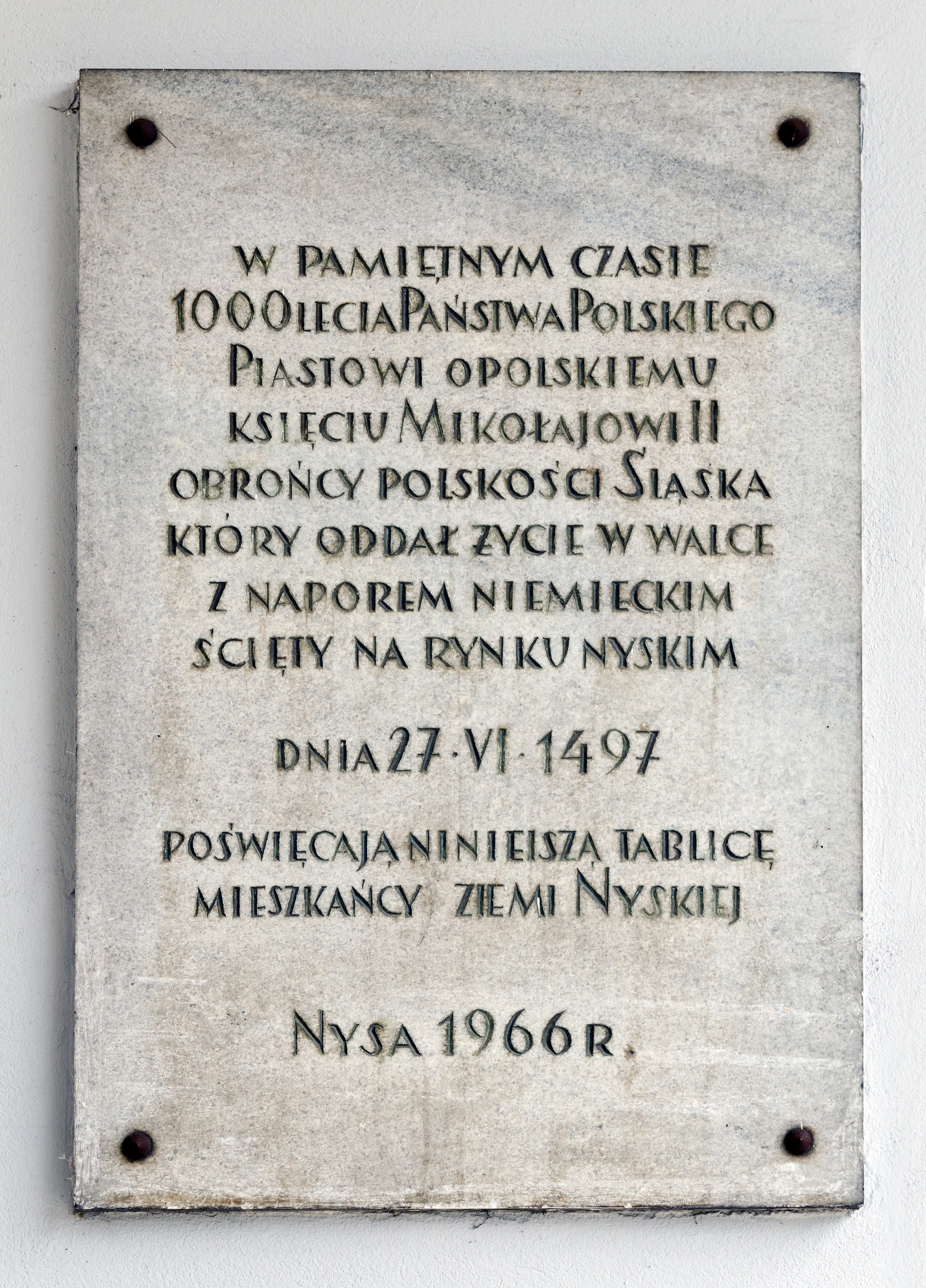
Tablica upamiętniająca księcia

Mikołaj II (ur. 1450–1465, zm. 27 czerwca 1497 w Nysie) – książę niemodliński i opolski.
Mikołaj II był trzecim pod względem starszeństwa synem księcia opolskiego Mikołaja I i Magdaleny Brzeskiej. Dokładna data urodzenia Mikołaja II nie jest znana. Badacze kładą ją na lata pięćdziesiąte lub pierwszą połowę lat sześćdziesiątych XV wieku.
Po śmierci ojca w 1476 roku wraz ze starszym bratem Janem II zwanym Dobrym objął rządy w jego dziedzictwie obejmującym oprócz księstw opolskiego, niemodlińskiego, strzeleckiego, również Kluczbork, Byczynę, Olesno, Lubliniec, oraz zastawione przez książąt lubińskich księstwo brzeskie. 
W źródłach nie zachowały się informacje o ewentualnym podziale posiadłości między obu synów Mikołaja I, z pośrednich jednak danych możemy wywnioskować, że Mikołaj II objął samodzielne rządy w księstwie niemodlińskim, jako swojej może tymczasowej dzielnicy. W każdym razie większość przedsięwzięć dotyczących księstwa opolskiego bracia podejmowali wspólnie, Mikołaj II wspomagał Jana Dobrego m.in. w jego polityce scalania ziem Opolszczyzny (w 1477 roku bracia nabyli ziemię prudnicką od Konrada Oleśnickiego, w 1494 roku Gliwice, zaś już rok później Toszek, jedynymi stratami była zgoda na wykupienie przez książąt legnickich zastawionego Brzegu w 1481 roku za 8500 grzywien i 1500 dukatów). 
W polityce zagranicznej książęta opolscy starali się zachować równowagę pomiędzy potężnym królem węgierskim Maciejem Korwinem a jego kontrkandydatem do tronu praskiego Władysławem Jagiellończykiem. Ostatecznie jednak wobec agresywnej polityki władcy Węgier opowiedzieli się za polskim kandydatem, za co zostali nawet w 1487 roku uwięzieni w Koźlu. Wolność odzyskali dopiero po zapłaceniu dużego okupu 15 tysięcy złotych węgierskich. Stan zagrożenia władztwa książąt opolskich, mimo uczestnictwa na sejmie Rzeszy w 1487 roku w Norymberdze, gdzie zapewne podjęto również sprawę zaborów węgierskich, utrzymał się aż do śmierci Macieja Korwina w 1490 roku. 
W czerwcu 1497 roku w celu uzgodnienia wspólnych stanowisk namiestnik Śląska książę cieszyński Kazimierz II zorganizował w należącej do biskupstwa wrocławskiego Nysie sejmik (miano tam się zająć m.in. petycją do Władysława Jagiellończyka w sprawie zatwierdzenia poprzednich przywilejów dla księstw śląskich oraz omówić kwestię zagrożenia Węgier ze strony Turków). Na zjazd oprócz Kazimierza przybyli również książę ziębicki Henryk z dynastii Podiebradów, biskup wrocławski Jan IV Roth oraz Mikołaj II opolski i inni. Rozmowy toczono w ratuszu miejskim, gdzie 26 czerwca doszło do tragedii. Z nieznanych bliżej przyczyn Mikołaj II, obawiając się zapewne aresztowania ze strony skłóconego z książętami opolskimi Kazimierza II (zaniepokojonego ciągłym wzrostem znaczenia synów Mikołaja I) zaatakował i próbował ugodzić sztyletem cieszyńskiego Piasta, oraz biskupa Jana Rotha. Oba ataki, dzięki pomocy dworzan dostojników zakończyły się niepowodzeniem, Mikołaj II zaś chcąc uniknąć odpowiedzialności uciekł z ratusza i schronił się w znajdującym się nieopodal kościele św. Jakuba. Tam też doścignęła księcia wysłana za nim pogoń, która wbrew zwyczajowi na osobisty rozkaz biskupa wrocławskiego wywlekła księcia sprzed ołtarza, by zamknąć go w lochu. Dostojnicy (Kazimierz cieszyński, Henryk ziębicki, Jan Roth) długo nie zastanawiali się, co zrobić z nieszczęsnym więźniem – postanowili wydać go wbrew prawu pod sąd ławniczy w Nysie, pomimo tego, że Mikołajowi, jako księciu przysługiwał wyłącznie sąd królewski. Protesty, próba wykupu za olbrzymią sumę 100 tysięcy złotych węgierskich nie dały rezultatu, a jasne stanowisko namiestnika Śląska stało się sygnałem do zapadnięcia najcięższego wyroku – kary śmierci poprzez ścięcie mieczem. Podczas procesu książę protestował przeciwko bezprawiu, oraz toczenie się posiedzenia w języku niemieckim, którego Mikołaj II najwyraźniej nie znał (są pewne poszlaki, że również starszy brat księcia opolskiego znał wyłącznie język polski i czeski). Mikołajowi pozwolono tylko napisać list, w którym czynił następcą we wszystkich należnych mu dobrach brata Jana Dobrego. Starszy brat musiał się tylko zobowiązać, że da zadośćuczynienie wszystkim, których wcześniej dotknął gniew i niesprawiedliwość Mikołaja (wśród nich także matce Magdalenie brzeskiej, z którą toczył spory majątkowe). Wyrok sądu miejskiego wykonano niemal bezzwłocznie w celu zażegnania niebezpieczeństwa sprowadzenia z Opola odsieczy – Mikołaj II opolski został ścięty na rynku w Nysie w dniu 27 czerwca 1497 roku. Według tradycji jednymi z ostatnich słów tragicznie zmarłego księcia było zdanie: „O Nyso! Nyso! Czyż dlatego moi przodkowie darowali ciebie Kościołowi, abyś mi teraz życie wydzierała?”
Książę opolski z nieznanych powodów nigdy się nie ożenił. Został pochowany zgodnie ze swoją ostatnią wolą w kościele franciszkanów w Opolu. Na nagrobku wyryto napis: Leży tutaj pogrzebany ja, który padłem wierny swym zasadom i mężnie zgiąłem kark po miecz kata. Przechodniu, powiedz dumnym władcom, że książę Mikołaj istnieje.
Na wieść o egzekucji brata Jan II Dobry zaczął gromadzić wojska, by krwawo rozprawić się z cieszyńskim kuzynem. Do wojny jednak ostatecznie nie doszło na skutek zabiegów dyplomatycznych Władysława Jagiellończyka obawiającego się wojny domowej na Śląsku.